# Hernán Crespo
Hernán Jorge Crespo (* 5. Juli 1975 in Florida, Partido Vicente López) ist ein ehemaliger argentinischer Fußballspieler und heutiger -trainer. Von den argentinischen Fans wird Crespo in Anlehnung an den ehemaligen argentinischen Stürmer Jorge Valdano „Valdanito“ genannt.
Im Jahre 2004 wurde er von Pelé in die Liste der weltweit 125 besten Fußballer aufgenommen. Crespo war ein schneller, technisch beschlagener, durchsetzungsstarker Strafraumstürmer.

## Karriere

### Im Verein

#### 1993–1996: Anfänge in Argentinien
Seine fußballerische Karriere begann Hernán Crespo beim argentinischen Großklub River Plate, für den er in seiner ersten Saison 1993/94 in 25 Einsätzen 13 Tore erzielte und Torschützenkönig der Torneo Apertura wurde. Mit River gewann er zweimal (1993 und 1994) die Apertura-Meisterschaft und einmal (1996) den wichtigsten südamerikanischen Vereinswettbewerb – die Copa Libertadores. Im Hinspiel des Finales in Buenos Aires schoss er zwei Tore. Neben ihm gehörten u. a. die späteren Stars Ariel Ortega und Juan Pablo Sorín zur Mannschaft.

#### 1996–2003: Wechsel nach Italien
Im Sommer 1996 wechselte er nach Italien und unterzeichnete einen Vertrag bei der AC Parma. Gleich in seiner ersten Saison wurde die italienische Meisterschaft nur knapp verpasst. Zwei Jahre darauf folgte die wohl beste Zeit für Crespo im Dress der Gelb-Blauen. Erst wurde der italienische Pokal gewonnen und anschließend im Finale um den UEFA-Pokal Olympique Marseille mit 3:0 besiegt, er erzielte das erste Tor in der Partie. Mit Gianluigi Buffon, Fabio Cannavaro, Juan Sebastián Verón und Lilian Thuram bildete Crespo das Grundgerüst für den Erfolg des ACP, sein Sturmpartner war Enrico Chiesa. Ebenfalls im gleichen Jahr holte man den Italienischen Supercup. Der endgültige Durchbruch gelang ihm allerdings in seinem vierten Jahr bei der AC Parma, als er sich mit 21 Ligatoren in 34 Ligaspielen als einer der begehrtesten Stürmer der Serie A etablierte.
2000 wechselte Crespo für die damalige Rekordablösesumme von umgerechnet 55 Millionen Euro von Parma zu Lazio Rom. Dies war bis 2011 nach den Transfers von Cristiano Ronaldo, Zlatan Ibrahimović, Zinédine Zidane, Kaká, Luis Figo, Fernando Torres und Hulk der achtteuerste Transfer der Fußballgeschichte. Seine erste Saison in Rom beendete er als Torschützenkönig der Serie A mit 26 Treffern. 2002/03 war der Verein durch massive Schulden gezwungen, wichtige Spieler zu verkaufen, darunter auch Crespo.
Im September 2002 unterzeichnete er einen Vertrag beim italienischen Traditionsverein Inter Mailand, die ihn als Ersatz für Ronaldo für die stattliche Summe von 36 Millionen Euro kauften. Sein Engagement bei Inter Mailand war geprägt von einem starken Beginn mit acht Toren in neun Champions-League-Spielen und einer schweren Oberschenkelverletzung, die ihn Anfang 2003 für drei Monate außer Gefecht setzte. Die Saison beendete er mit sieben Ligatoren in 18 Ligaspielen.

#### 2003–2006: Zwischen Mailand und London
Am 26. August 2003 unterschrieb Crespo einen Vertrag beim FC Chelsea, der durch die Investitionen des Eigentümers Roman Abramowitsch die Ablösesumme von 26 Millionen Euro aufbrachte. Er konnte sich jedoch nie an das Leben in England gewöhnen, und nach einer relativ schwachen Saison mit 31 Einsätzen und 12 Treffern wurde er 2004 vom neuen Trainer José Mourinho zuerst auf die Ersatzbank gesetzt und später zurück nach Italien, an die AC Mailand, verliehen. Dort fand er unter dem Trainer Carlo Ancelotti wieder zu seiner Topform zurück und erzielte in der restlichen Saison 10 Treffer. Im Finale der Champions League 2004/05 gegen den FC Liverpool erzielte er zwei Tore, die AC Mailand verlor das Finale jedoch im Elfmeterschießen.
Darauf wurde sein Ex-Klub Chelsea erneut auf ihn aufmerksam und man holte ihn zurück an die Stamford Bridge. Bei seinem ersten Einsatz gegen den FC Arsenal gewann Chelsea mit 2:1, sein erstes Tor nach seiner Rückkehr erzielte er im Ligaspiel gegen Wigan Athletic. Auch in der Gruppenphase der UEFA Champions League 2005/06 machte er eine gute Figur und erzielte gegen Betis Sevilla und RSC Anderlecht jeweils einen Treffer.
Vor der Saison 2006/07 wechselte Crespo aus persönlichen Gründen – er ist mit einer Italienerin verheiratet – zurück nach Italien zu Inter Mailand. Er einigte sich mit dem Verein auf einen Zweijahresvertrag. Die Blues behielten sich allerdings die Option vor, Crespo nach einer Saison wieder an die Stamford Bridge zurückholen zu können.

#### 2006–2009: Wechsel zu Inter und Genua

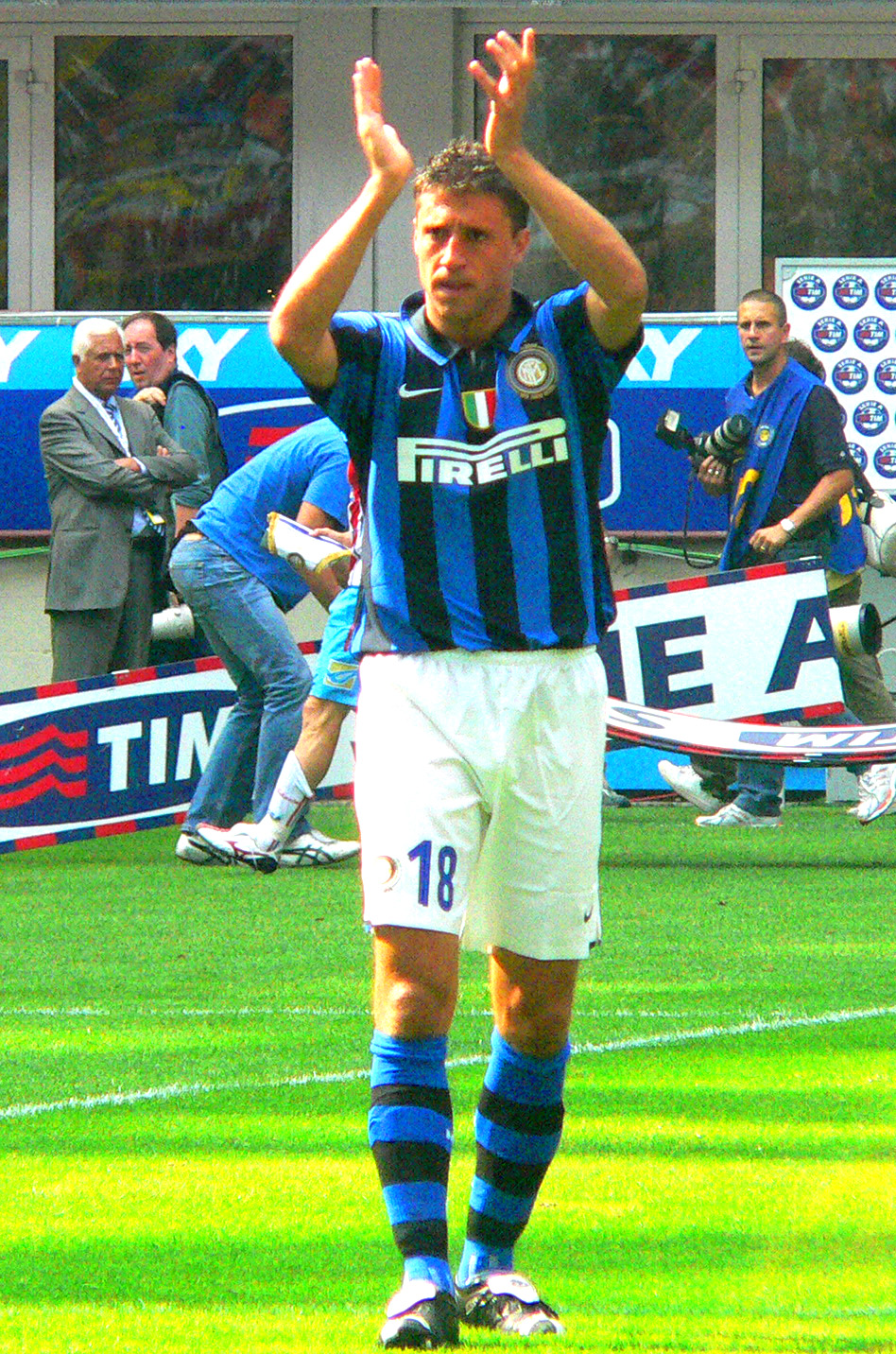
Crespo im Trikot von Inter Mailand 2007/08

Gleich in seinem ersten Jahr bei Inter erkämpfte sich Crespo durch gute Leistungen einen Stammplatz und bildete mit seinem Sturmpartner Zlatan Ibrahimović eines der stärksten Sturmduos der Serie A (zusammen 29 Tore). Am Ende der Saison feierte er mit dem Verein den Gewinn des Meistertitels. Zudem gehörte er mit insgesamt vier Treffern zu den besten Torschützen der Coppa Italia, drei der Tore erzielte er im Finale gegen die AS Rom, das jedoch verloren ging. Ende Mai 2007 entschied sich London gegen eine Rückkehr des Argentiniers und gab ihn vollkommen an Inter ab.
In der Saison 2007/08 hatte Crespo unter Roberto Mancini keinen Stammplatz mehr sicher, da dieser die beiden anderen Stürmer Julio Cruz und Zlatan Ibrahimović bevorzugte, selbst der junge Mario Balotelli wurde ihm vorgezogen. Crespo kam oft nur als Einwechselspieler von der Bank und erzielte in der Spielzeit vier Tore in 19 Spielen. Am Ende der Spielzeit verteidigte Crespo mit Inter den italienischen Meistertitel. Im Sommer 2008 wurde der auslaufende Vertrag von Crespo beim FC Chelsea nicht mehr verlängert; er war nun kein Spieler des FC Chelsea mehr.
Die Saison 2008/09 verlief für Crespo nicht gut. Nach einigen Unstimmigkeiten mit José Mourinho absolvierte er nur 17 Einsätze für Inter, davon jeweils 14 für die Serie A und drei in der Coppa Italia. Dabei wurde er vom Trainer erstmals nicht für die Champions-League nominiert. Daraufhin wurde er mit einem Wechsel zu Real Madrid in Verbindung gebracht. Die Madrilenen brauchten Ersatz für den verletzten Ruud van Nistelrooy. Sie boten Crespo einen Vertrag von sechs Monaten an, jedoch wollte dieser ein langbefristeten Vertrag bis 2010. Aus diesem Grund scheiterten die Verhandlungen.
In der Sommerpause 2009 wechselte Crespo ablösefrei zu Ligakonkurrent CFC Genua. Der Argentinier erhielt bei den Genuesen einen bis zum 30. Juni 2011 befristeten Vertrag. Sein Debüt für Genua gab er am 23. August 2009 gegen die AS Rom in der Startaufstellung. In seinem zweiten Pflichtspiel für Genua bei der SSC Neapel erzielte er einen Treffer zum 4:1-Sieg.

#### 2010: Rückkehr nach Parma
Nach einem halben Jahr in Genua wechselte Crespo in der Winterpause der Saison 2009/10 zum FC Parma (bis 2004 AC Parma). Der Wechsel kam zustande durch einen Deal mit den Vereinen CFC Genua, FC Parma und Atalanta Bergamo. Hernán Crespo wechselte nach Parma um Nicola Amoruso, der nach Bergamo ging, zu ersetzen. Im Gegenzug wechselte Robert Acquafresca von Bergamo nach Genua um Crespo zu ersetzen. Bei Parma erhielt er einen Vertrag bis zum Saisonende mit der Option auf ein weiteres Jahr. Nach einer Verlängerung um ein weiteres Jahr, lösten der Club und Crespo den Vertrag am Ende der Transferperiode im Winter 2012 jedoch auf. Crespo erklärte damit seine Karriere in Europa für beendet. Er wechselte am 2. Februar 2012 zu den Barasat Euro Musketeers der Bengalische Premier Liga in Indien. Am Ende Februar 2012 wurde aber mitgeteilt, dass die Liga verschoben würde (und zwar wurde sie Januar 2013 abgesagt). Zum Ende der Saison 2012 beendete Crespo dann endgültig seine Karriere.

### In der Nationalmannschaft

#### 1995–1998: Silber in Atlanta
Seinen ersten Einsatz für die argentinische Nationalmannschaft hatte Crespo im Februar 1995 in einem Freundschaftsspiel gegen Bulgarien (2:1). Sein nächster Einsatz ließ jedoch lange auf sich warten und erfolgte erst 16 Monate danach. Sein erstes Tor erzielte er erst zwei Jahre nach seinem Debüt. Allerdings hatte er mit der Olympiamannschaft Argentiniens bei den Olympischen Spielen 1996 mehr Erfolg und gewann die Silbermedaille, dabei wurde er mit sechs Treffern in sechs Spielen neben Bebeto Torschützenkönig des Turniers.
Crespo hatte die meiste Zeit einen schweren Stand in der Nationalmannschaft, da sowohl Daniel Passarella als auch Marcelo Bielsa, Gabriel Batistuta ihm immer wieder vorzogen wurden. Zur Weltmeisterschaft 1998 in Frankreich reiste er nur als Ergänzungsspieler mit und kam lediglich ein Mal, im Achtelfinale gegen England, als Einwechselspieler zum Einsatz.

#### 1998–2006: Stammspieler und Goalgetter
In den Qualifikationsspielen zur Weltmeisterschaft 2002 war Crespo mit neun Toren der treffsicherste Spieler der Südamerika-Zone. Beim Turnier selbst stand Hernán Crespo vor den gleichen Problemen wie schon 1998. Aufgrund der ähnlichen Spielweise kam für Bielsa ein Duo mit Batistuta und Crespo nicht in Frage, da die beiden Stürmer sich einfach zu ähnlich waren, und kaum zusammenpassen würden. Daher musste einer der beiden Topstars als Konsequenz auf der Ersatzbank Platz nehmen müssen. Obwohl die verlaufene Saison für Batistuta sehr unglücklich verlief, und seine WM-Teilnahme nach langwierigen Knieproblemen in Gefahr war, stand Crespo wieder nur in der zweiten Reihe. Der Nationaltrainer vertraute beim Turnier lieber auf den halb fitten Batistuta. Schließlich konnte die Albiceleste die hohen Erwartungen nicht erfüllen und scheiterte schon in der Vorrunde. Dennoch kam Hernán in allen drei Partien zum Einsatz und schoss ein Tor gegen Schweden.
Auch in den Qualifikationsspielen zur Weltmeisterschaft 2006 war er sehr treffsicher. Seine zwei Treffer beim 3:1-Sieg gegen Brasilien im Juni 2005 bedeuteten nicht nur die vorzeitige Qualifikation Argentiniens, sondern ist Crespo seither mit 19 Toren in 33 Spielen auch der Spieler, der die meisten Tore für Argentinien in WM-Qualifikationsspielen erzielt hat.
Bei der WM 2006 in Deutschland scheiterte er mit seiner Mannschaft im Viertelfinale gegen Gastgeber Deutschland mit 3:5 nach Elfmeterschießen. Crespo kam 4 Mal zum Einsatz und schoss drei Tore, dabei gewann er den Silbernen Schuh. Aufgrund seiner ausgezeichneten Leistungen wurde Hernán ins All-Star-Team der WM gewählt.

#### 2007: Copa América in Venezuela
Am 21. Juni 2007 wurde Hernán Crespo vom argentinischen Nationaltrainer Alfio Basile für die Copa América 2007 in Venezuela nominiert. Dies war seine erste Teilnahme an diesem Turnier in seiner bis dato zwölfjährigen Nationalmannschaftskarriere.
Am 28. Juni 2007 erzielte er im ersten Gruppenspiel zwei Tore beim 4:1-Sieg gegen die USA. Auch im zweiten Gruppenspiel erzielte er einen Treffer per Foulelfmeter. Dies war sein 35. Tor in der Nationalmannschaft, seither ist er vor Diego Maradona (34 Tore) und hinter Gabriel Batistuta (55 Tore) der erfolgreichste Torschütze seines Landes. Sein Tor war jedoch ein Pyrrhus-Erfolg: Der Mittelstürmer zog sich beim Verwandeln des Strafstoßes nämlich eine Muskelzerrung im Oberschenkel zu. Crespo musste umgehend durch Diego Milito ersetzt werden und wurde mit den Worten „Es braucht wohl ein medizinisches Wunder, damit ich in diesem Turnier nochmals spielen kann.“ zitiert. Immerhin schoss Spielmacher Juan Román Riquelme Argentinien trotzdem noch zum Sieg. Zum Finale, das 0:3 gegen Brasilien verloren ging, war Crespo wieder einsatzbereit, dennoch setzte ihn Alfio Basile im laufenden Spiel nicht mehr ein.

## Karriere als Trainer
Nachdem Crespo im Jahr 2014 als Jugendtrainer beim FC Parma gearbeitet hatte, wurde er im Juli 2015 Trainer beim italienischen Serie-B-Club FC Modena. Im März 2016 musste Crespo den abstiegsbedrohten Club wieder verlassen. Im Dezember 2018 wurde er Trainer beim argentinischen Erstligaclubs CA Banfield, wo Crespo bis 3. September 2019 tätig war.
Am 26. Februar 2021 begann er seine Trainertätigkeit beim FC São Paulo mit dem er am 23. Mai 2021 die Paulistão gewann. Vom 24. März 2022 bis 11. Oktober 2023 war er in Katar Trainer von al-Duhail SC. In den Vereinigten Arabischen Emiraten war er vom 14. November 2023 bis 6. November 2024 bei Al-Ain Club tätig, wo er die AFC Champions League 2023/24 gewann.
Im Juni 2025 wurde Crespo zum zweiten Mal beim FC São Paulo als Trainer eingestellt. Der Klub hatte seinen Landsmann Luis Zubeldía nach dem zwölften Spieltag der Série A 2025 gekündigt. Der Klub lag zu dem Zeitpunkt auf dem 14. Tabellenplatz. Der Kontrakt erhielt eine Laufzeit bis Jahresende 2026.

## Erfolge
Nationalmannschaft
- Confed-Cup-Zweiter: 1995
- Goldmedaille bei den Panamerikanischen Spielen: 1995
- Silbermedaille beim olympischen Fußballturnier: 1996
- Copa-América-Zweiter: 2007

 Vereine
- Argentinischer Meister (Torneo Apertura): 1993, 1994
- Copa-Libertadores-Sieger: 1996
- Italienischer Supercupsieger: 1999, 2000, 2004, 2006, 2008
- Italienischer Pokalsieger: 1998/99
- UEFA-Pokal-Sieger: 1998/99
- FA-Community-Shield-Sieger: 2005
- Englischer Meister: 2005/06
- Italienischer Meister: 2006/07, 2007/08, 2008/09

Auszeichnungen
- Aufnahme in die FIFA 100
- Aufnahme in die All Star Liste der WM 2006
- Torschützenkönig der argentinischen Primera División (Torneo Apertura) 1993/94 (11 Tore in 19 Spielen)
- Torschützenkönig der Olympischen Sommerspiele 1996
- Torschützenkönig der italienischen Serie A 2001/02 (26 Tore in 32 Spielen)
- Torschützenkönig der Coppa Italia 1998/99 (6 Tore), 2006/07 (4 Tore)
- Zweitbester Torschütze bei der WM 2006 („Silberner Schuh“)
- Rekordtorschütze bei den WM-Qualifikationsspielen der Südamerika Zone für Argentinien (19 Tore in 33 Spielen)

## Saisonstatistik
| Verein          | Liga             | Saison          | Liga   | Liga | Nat. Pokal | Nat. Pokal | Int. Pokal | Int. Pokal | Andere | Andere | Gesamt | Gesamt |
| Verein          | Liga             | Saison          | Spiele | Tore | Spiele     | Tore       | Spiele     | Tore       | Spiele | Tore   | Spiele | Tore   |
| --------------- | ---------------- | --------------- | ------ | ---- | ---------- | ---------- | ---------- | ---------- | ------ | ------ | ------ | ------ |
| River Plate     | Primera División | 1993/94         | 25     | 13   | –          | –          | –          | –          | –      | –      | 25     | 13     |
| River Plate     | Primera División | 1994/95         | 18     | 5    | –          | –          | 4          | 2          | –      | –      | 22     | 7      |
| River Plate     | Primera División | 1995/96         | 19     | 6    | –          | –          | 13         | 10         | –      | –      | 32     | 17     |
| Gesamt          | Gesamt           | Gesamt          | 62     | 24   | –          | –          | 17         | 12         | –      | –      | 79     | 36     |
| AC Parma        | Serie A          | 1996/97         | 27     | 12   | 1          | 0          | –          | –          | –      | –      | 28     | 12     |
| AC Parma        | Serie A          | 1997/98         | 25     | 12   | 2          | 0          | 8          | 2          | –      | –      | 35     | 14     |
| AC Parma        | Serie A          | 1998/99         | 30     | 16   | 7          | 6          | 8          | 6          | –      | –      | 45     | 28     |
| AC Parma        | Serie A          | 1999/00         | 34     | 22   | 2          | 0          | 5          | 3          | 1      | 1      | 42     | 26     |
| Gesamt          | Gesamt           | Gesamt          | 116    | 62   | 12         | 6          | 21         | 11         | 1      | 1      | 150    | 80     |
| Lazio Rom       | Serie A          | 2000/01         | 32     | 26   | 1          | 0          | 6          | 2          | 1      | 0      | 40     | 28     |
| Lazio Rom       | Serie A          | 2001/02         | 22     | 13   | 4          | 4          | 7          | 3          | –      | –      | 33     | 20     |
| Gesamt          | Gesamt           | Gesamt          | 54     | 39   | 5          | 4          | 13         | 5          | 1      | 0      | 73     | 48     |
| Inter Mailand   | Serie A          | 2002/03         | 18     | 7    | –          | –          | 12         | 9          | –      | –      | 30     | 16     |
| Gesamt          | Gesamt           | Gesamt          | 18     | 7    | –          | –          | 12         | 9          | –      | –      | 30     | 16     |
| FC Chelsea      | Premier League   | 2003/04         | 19     | 10   | –          | –          | 10         | 2          | 2      | 0      | 31     | 12     |
| Gesamt          | Gesamt           | Gesamt          | 19     | 10   | –          | –          | 10         | 2          | 2      | 0      | 31     | 12     |
| AC Mailand      | Serie A          | 2004/05         | 28     | 11   | 1          | 1          | 10         | 6          | 1      | 0      | 40     | 18     |
| Gesamt          | Gesamt           | Gesamt          | 28     | 11   | 1          | 1          | 10         | 6          | 1      | 0      | 40     | 18     |
| FC Chelsea      | Premier League   | 2005/06         | 30     | 10   | 5          | 1          | 5          | 2          | 2      | 0      | 42     | 13     |
| Gesamt          | Gesamt           | Gesamt          | 30     | 10   | 5          | 1          | 5          | 2          | 2      | 0      | 42     | 13     |
| Inter Mailand   | Serie A          | 2006/07         | 30     | 14   | 5          | 4          | 6          | 1          | 1      | 1      | 42     | 20     |
| Inter Mailand   | Serie A          | 2007/08         | 19     | 4    | 5          | 2          | 5          | 1          | –      | –      | 29     | 7      |
| Inter Mailand   | Serie A          | 2008/09         | 14     | 2    | 3          | 0          | –          | –          | –      | –      | 17     | 2      |
| Gesamt          | Gesamt           | Gesamt          | 63     | 20   | 13         | 6          | 11         | 2          | 1      | 1      | 88     | 29     |
| CFC Genua       | Serie A          | 2009/10         | 16     | 5    | 1          | 0          | 4          | 2          | –      | –      | 21     | 7      |
| Gesamt          | Gesamt           | Gesamt          | 16     | 5    | 1          | 0          | 4          | 2          | –      | –      | 21     | 7      |
| AC Parma        | Serie A          | 2009/10         | 13     | 1    | –          | –          | –          | –          | –      | –      | 13     | 1      |
| AC Parma        | Serie A          | 2010/11         | 29     | 9    | 2          | 2          | –          | –          | –      | –      | 31     | 11     |
| AC Parma        | Serie A          | 2011/12         | 4      | 0    | 2          | 2          | –          | –          | –      | –      | 6      | 2      |
| Gesamt          | Gesamt           | Gesamt          | 46     | 10   | 4          | 4          | –          | –          | –      | –      | 50     | 14     |
| Karriere Gesamt | Karriere Gesamt  | Karriere Gesamt | 452    | 198  | 43         | 22         | 103        | 51         | 4      | 2      | 605    | 273    |

Quelle: 

## Persönliches
Crespo ist mit dem ehemaligen italienischen Model Alessia Rossi verheiratet und hat mit ihr drei Töchter.